# جيمس بي أيلوارد
جيمس بي أيلوارد (بالإنجليزية: James P. Aylward)‏ هو محامي أمريكي، ولد في 10 سبتمبر 1885، وتوفي في 22 يوليو 1982.